# Bălăceana
Bălăceana – wieś w Rumunii, w okręgu Suczawa, w gminie Bălăceana. W 2011 roku liczyła 1520 mieszkańców.